# William Devane
William Devane (Albany (New York), 5 september 1939) is een Amerikaans acteur.
Zijn meeste bekende rol is die van Greg Sumner in de televisieserie Knots Landing, hoewel hij ook enkele belangrijke rollen speelde in speelfilms. Zo was hij ook te zien in Family Plot, Marathon Man en The Bad New Bears in Breaking Training. Ook speelde hij vele gastrollen in televisieseries, zoals in Hawaii Five-O, Gunsmoke, Ironside en Mannix.
Zijn rol in de geflopte film Honky Tonk Freeway deed zijn speelfilmcarrière min of meer de das om.
Dankzij zijn gelijkenis met John F. Kennedy, speelde Devane ook vaak politici, zoals in de series 24, The West Wing en Stargate SG-1.

## Privéleven
Sinds 1961 is Devane getrouwd met Eugenie; ze hebben 2 kinderen. Hij is dol op paardrijden en polo. Met die laatste hobby won Devane al vele prijzen. Ook bezit hij enkele restaurants die gespecialiseerd zijn in de Italiaanse keuken.

## Filmografie
- In the Country (1967) – revolutionair
- N.Y.P.D. (televisieserie) – rol onbekend (2 afl., 1967/1969)
- The Interns (televisieserie) – rol onbekend (afl. "An Afternoon in the Fall", 1970)
- La mortadella (1971) – Jock Fenner
- The Pursuit of Happiness (1971) – piloot
- The 300 Year Weekend (1971) – Tom
- McCabe & Mrs. Miller (1971) – de advocaat
- My Old Man's Place (1971) – Jimmy Pilgrim
- Ironside (televisieserie) – Chambers (afl. "Riddle Me Death", 1972)
- Irish Whiskey Rebellion (1972) – Lt. Ashley
- Gunsmoke (televisieserie) – Moss Stratton (afl. "Kimbro", 1973)
- Crime Club (televisiefilm, 1973) – Jack Kilburn
- The Bait (televisiefilm, 1973) – Earl Stokey
- Ironside (televisieserie) – Smiley (afl. "Downhill All the Way", 1973)
- Medical Center (televisieserie) – Dr. Waltham (3 afl., 1970–1973)
- Mannix (televisieserie) – Kordic (afl. "The Dark Hours", 1974)
- Hawaii Five-O (televisieserie) – Fallon (afl. "Killer at Sea", 1974)
- Black Day for Bluebeard (televisiefilm, 1974) – David Prine
- Judgement: The Court Martial of the Tiger of Malaya - General Yamashita (televisiefilm, 1974) – rol onbekend
- The Missiles of October (televisiefilm, 1974) – president John F. Kennedy
- Report to the Commissioner (televisiefilm, 1975) – assistent openbaar aanklager Jackson
- Fear on Trial (televisiefilm, 1975) – John Henry Faulk
- Family Plot (1976) – Adamson
- Marathon Man (1976) – Peter Janeway
- Red Alert (televisiefilm, 1977) – Frank Brolen
- The Bad New Bears in Breaking Training (1977) – Mike Leak
- Rolling Thunder (1977) – Majoor Charles Rane
- Black Beauty (miniserie, 1978) – John Manly
- From Here to Eternity (miniserie, 1979) – Sgt. Milt Warden
- The Dark (1979) – Roy Warner/Steve Dupree
- Yanks (1979) – John
- From Here to Eternity (televisieserie) – Master Sgt. Milt Warden (13 afl., 1980)
- Honky Tonk Freeway (1981) – burgemeester Kirby T. Calo
- Red Flag: The Ultimate Game (televisiefilm, 1981) – Maj. Phil Clark
- The Other Victim (televisiefilm, 1981) – Harry Langford
- Jane Doe (televisiefilm, 1983) – Luitenant William Quinn
- Testament (1983) – Tom Wetherly
- Hadley's Rebellion (1984) – Coach Ball
- With Intent to Kill (televisiefilm, 1984) – Aaron Charney
- Timestalkers (televisiefilm, 1987) – Scott McKenzie
- The Preppie Murder (televisiefilm, 1989) – Jack Litman
- Chips, the War Dog (televisiefilm, 1990) – Kol. Charnley
- Vital Signs (1990) – Dr. Chatham
- Murder C.O.D. (televisiefilm, 1990) – Alex Brandt
- A Woman Named Jackie (miniserie, 1991) – 'Black Jack' Bouvier
- Nightmare in Columbia County (televisiefilm, 1991) – Sheriff Jim Metts
- Obsessed (televisiefilm, 1992) – Ed Bledsoe
- The President's Child (televisiefilm, 1992) – rol onbekend
- Prophet of Evil: The Ervil LeBaron Story (televisiefilm, 1993) – Daniel 'Dan' Fields
- Knots Landing (televisieserie) – Gregory Sumner (259 afl., 1983–1993)
- Rubdown (televisiefilm, 1993) – Harry Orwitz
- Frogmen (televisiefilm, 1994) – rol onbekend
- Phenom (televisieserie) – Lou Del La Rosa (6 afl., 1993–1994)
- For the Love of Nancy (televisiefilm, 1994) – Tom
- Lois & Clark: The New Adventures of Superman (televisieserie) – Al Capone (afl. "That Old Gang of Mine", 1994)
- Lady in Waiting (1994) – Lt. Barrett
- Falling from the Sky: Flight 174 (televisiefilm, 1995) – Kapt. Bob Pearson
- Virus (televisiefilm, 1995) – Dr. Harbuck
- The Monroes (televisieserie) – John Monroe (1995)
- Night Watch (televisiefilm, 1995) – Caldwell
- Forgotten Sins (televisiefilm, 1996) – Dr. Richard Ofshe
- Exception to the Rule (1997) – Lawrence Kellerman
- The Absolute Truth (televisiefilm, 1997) – Sen. Emmett Hunter
- Knots Landing: Back to the Cul-de-Sac (miniserie, 1997) – Gregory 'Greg' Sumner
- Doomsday Rock (televisiefilm, 1997) – Dr. Karl Sorenson
- Timecop (televisieserie) – oudere rechercheur John Langdon (afl. "The Heist", 1997)
- Touched by an Angel (televisieserie) – Benjamin Parker (afl. "Sandcastles", 1997)
- Payback (1999) – Carter
- Turks (televisieserie) – Sergeant Joseph Turk (13 afl., 1999)
- Early Edition (televisieserie) – Bernie Hobson (5 afl., 1997–1999)
- Miracle on the Mountain: The Kincaid Family Story (televisiefilm, 2000) – Tom Kincaid
- Poor White Trash (2000) – Ron Lake
- The Man Who Used to Be Me (televisiefilm, 2000) – Sam
- Space Cowboys (2000) – Eugene Davis
- Hollow Man (2000) – Dr. Howard Kramer
- The Michael Richards Show (televisieserie) – Brady McKay (7 afl., 2000)
- Race to Space (2001) – Roger Thornhill
- Judging Amy (televisieserie) – Richard McCarthy (afl. "Who Shot Dick?", 2002)
- The X-Files (televisieserie) – Generaal Mark Suveg (afl. "The Truth", 2002)
- The Badge (2002) – de rechter
- Threat of Exposure (2002) – Kol. Weldon
- A Christmas Visitor (televisiefilm, 2002) – George Boyajian
- Monte Walsh (televisiefilm, 2003) – Cal Brennan
- The Wind Effect (2003) – LT Porter
- The West Wing (televisieserie) – Secretary of State Lewis Berryhill (2 afl., 2003)
- Stargate SG-1 (televisieserie) – president Hayes (2 afl., 2004)
- Deceit (televisiefilm, 2004) – Grove McCarthy
- What About Brian (televisieserie) – Michael Davis (6 afl., 2006–2007)
- Crumbs (televisieserie) – Billy Crumb (9 afl., 2006)
- Jesse Stone: Death in Paradise (televisiefilm, 2006) – rol onbekend
- Payback: Straight Up - The Director's Cut (dvd, 2006) – Carter
- 24 (televisieserie) – staatssecretaris van Defensie James Heller (20 afl., 2005–2007)
- Jesse Stone: Sea Change (televisiefilm, 2007) – Dr. Dix
- The Fall (2008) – rechter Stanley Seeban
- The Least Among You (2008) – Alan Beckett
- Chasing the Green (2008) – Victor Gatling
- Stargate: Continuum (dvd, 2008) – Henry Hayes
- Jesse Stone: Thin Ice (televisiefilm, 2009) – Dr. Dix
- The River Why (2010) – Dutch Hines
- The Kane Files: Life of Trail (2010) – Thompson
- Flag of My Father (2011) – Jake
- The Dark Knight Rises (2012) – president
- Bad Turn Worse (2013) – Big Red
- 50 to 1 (2014) – Leonard Doc Blach
- 24: Live Another Day (miniserie, 2014) – president James Heller
- Interstellar (2014) – Williams